# Марлон Брандо
Марло́н Брандо́ (англ. Marlon Brando; нар. 3 квітня 1924, Омаха, Небраска — пом. 1 липня 2004, Лос-Анджелес, Каліфорнія) — американський актор театру і кіно. Двічі лауреат премії «Оскар», на яку був номінований вісім разів.
Кінознавцями вважається одним з найвидатніших кіноакторів XX століття. Він довів техніку акторської майстерності до найвищого рівня в фільмах «Трамвай „Бажання“» та «У порту» (вийшли у 1950-их), які режисував Еліа Казан. Нову хвилю популярності Марлону Брандо принесла гангстерська драма «Хрещений батько», в якій він зіграв роль дона Віто Корлеоне.
Його акторський стиль, поєднаний з його іміджем байдужого аутсайдера в Голлівуді початку 1950-х, мав величезний вплив на покоління акторів, які прийшли після нього. Брандо був також активістом багатьох громадських рухів, зокрема Руху американських індіанців.

## Біографія
Марлон Брандо народився близько 11 години вечора 3 квітня 1924 року в Материнському госпіталі міста Омаха, штат Небраска. Батько — Марлон Брандо-старший, власник бізнесу з виробництва пестицидів та кормових добавок, мати — Дороті (Доді) Пеннібейкер, актриса. В одному домі з Марлоном росли його старші сестри — Джослін (1919—2005) та Френсіс (1922—1994).
Прихильник методу Станіславського, Брандо своїми першими ж кінороботами змінив акторську майстерність в американському кіномистецтві і став еталоном для таких членів наступного покоління акторів, як Омар Шаріф, Воррен Бітті, Ален Делон і Роберт де Ніро. Однак він відмовився розробляти амплуа бунтівника і кожною наступною роллю намагався відкрити нові межі свого таланту.
Був активним радіоаматором з позивними KE6PZH і FO5GJ (останній з його власного острова). Ім'я було внесене в записи Федеральної комісії зі зв'язку США (FCC) як Мартін Брандо заради збереження конфіденційності.
1972 року відмовився від нагороди Оскар, протестуючи проти расистського зображення корінних американців у Голлівуді. Замість того, щоб з'явитися на нагородження, він відправив замість себе активістку і акторку Сашин Літтлфезер, яка від його імені відмовилася від нагороди.

## Скандал зі зйомками «Останнього танго в Парижі»
Однією з найтемніших сторінок у творчій біографії Марлона Брандо стала його участь у фільмі «Останнє танго в Парижі» (1972), знятому режисером Бернардо Бертолуччі. У стрічці є сцена сексуального насильства, яка стала предметом гучного скандалу багато років по тому.
У 2007 році партнерка Брандо у фільмі — 19-річна французька акторка Марія Шнайдер — в інтерв’ю Daily Mail заявила, що сцена анального зґвалтування з використанням вершкового масла була не узгоджена з нею заздалегідь, і що Бертолуччі та Брандо змовилися зняти її несподівану реакцію на реальну агресію з боку актора. Шнайдер назвала цей досвід «емоційним зґвалтуванням» і зазначила, що плакала на зйомках не як акторка, а як принижена молода дівчина. Її цитата: «Я почувалася приниженою, чесно кажучи, я трохи почувалася зґвалтованою – як Марлоном, так і Бертолуччі. Після цього я ніколи більше не погоджувалась зніматися оголеною».
У 2013 році Бертолуччі підтвердив ці слова в інтерв’ю, сказавши, що не попередив Шнайдер про сцену навмисно: «Я хотів, щоб її реакція була справжньою, а не акторською. Я хотів її приниження, її сльози». Він додав, що відчуває себе винним, але не шкодує про своє рішення. Ці слова викликали масове обурення у суспільстві, хвилю критики з боку акторської спільноти та переосмислення як самого фільму, так і творчої спадщини його творців.
Хоча Шнайдер у подальших інтерв’ю підкреслювала, що статевий акт у фільмі був імітованим, сам досвід став для неї глибоко травматичним. Вона пережила депресію, наркотичну залежність, кілька спроб самогубства, і публічно говорила, що фільм зруйнував її життя. Унаслідок скандалу вона отримувала пропозиції на ролі лише сексуалізованого характеру, які їй були ненависні. Суспільна реакція після виходу фільму була подекуди ворожою – ЗМІ та глядачі нерідко звинувачували саму акторку в аморальності, що лише посилило її ізоляцію та психологічні страждання.
Роль Марлона Брандо в цій ситуації донині залишається предметом серйозної критики. Хоча актор в інтерв’ю ніколи прямо не визнавав своєї провини, сам факт його участі у сцені насильства без інформованої згоди партнерки викликає обурення і сприймається як зловживання акторською владою на знімальному майданчику. Після 2016 року, коли інтерв’ю Бертолуччі стало вірусним у медіа, цю сцену почали відкрито називати прикладом етичного злочину в кіноіндустрії, а ім’я Брандо – не лише символом акторської майстерності, але й причетності до реального насильства.

## Особисте життя
Сексуальність Марлона Брандо — добре задокументована тема, і є докази, що вказують на його бісексуальність. Він відкрито розповідав про свої стосунки як з чоловіками, так і з жінками та не соромився обговорювати свій досвід з французькими журналістами у 1976 році. Його бісексуальність не була секретом у Голлівуді, і ходило багато чуток про його коханців-чоловіків, зокрема про Річарда Прайора та друга дитинства Воллі Кокса.

## Вшанування пам'яті

### У музиці
Його ім'я згадується в піснях Slipknot «Eyeless», Елтона Джона «Goodbye Marlon Brando».

### У літературі
Головний злодій японської серії манга JoJo's Bizarre Adventure зветься Діо Брандо на честь Марлона Брандо і Ронні Джеймса Діо.

## Вибіркова фільмографія
| Рік  |    | Українська назва                        | Оригінальна назва                     | Роль                            |
| ---- | -- | --------------------------------------- | ------------------------------------- | ------------------------------- |
| 1949 | с  | Акторська студія                        | Actor's Studio                        |                                 |
| 1950 | тф | Виходь на бій                           | Come Out Fighting                     | Джиммі Бренд                    |
| 1950 | ф  | Чоловіки                                | The Men                               | Кен                             |
| 1951 | ф  | Трамвай «Бажання»                       | A Streetcar Named Desire              | Стенлі                          |
| 1952 | ф  | Віва Сапата!                            | Viva Zapata!                          | Еміліано Сапата                 |
| 1953 | ф  | Юлій Цезар                              | Julius Caesar                         | Марк Антоній                    |
| 1953 | ф  | Дикун                                   | The Wild One                          | Джонні Страблер                 |
| 1954 | ф  | У порту                                 | On the Waterfront                     | Террі Маллой                    |
| 1954 | ф  | Любов імператора Франції                | Desire                                | Наполеон Бонапарт               |
| 1955 | с  | Збірник                                 | Omnibus                               | Стенлі Ковальські               |
| 1955 | ф  | Хлопці та ляльки                        | Guys and Dolls                        | Скай Мастерсон                  |
| 1956 | ф  | Чайна церемонія                         | The Teahouse of the August Moon       | Сакіні                          |
| 1957 | ф  | Сайонара                                | Sayonara                              | майор Грувер                    |
| 1958 | ф  | Молоді леви                             | The Young Lions                       | лейтенант Крістіан Дістл        |
| 1960 | ф  | Схильний до втечі                       | The Fugitive Kind                     | Валентайн «Зміїна шкіра» Ксавьє |
| 1961 | ф  | Одноокі валети                          | One-Eyed Jacks                        | Ріо                             |
| 1962 | ф  | Заколот на Баунті                       | Mutiny on the Bounty                  | лейтенант Флетчер Крістіан      |
| 1963 | ф  | Гидкий американець                      | The Ugly American                     | посол Гаррісон Картер Маквайт   |
| 1964 | ф  | Казка на ніч                            | The Bedtime Story                     | Фредді Бенсон                   |
| 1965 | ф  | Морітурі                                | Morituri                              | Роберт Крейн                    |
| 1966 | ф  | Погоня                                  | The Chase                             | шериф Колдер                    |
| 1966 | ф  | Аппалуза                                | The Appaloosa                         | Метт                            |
| 1967 | ф  | Графиня з Гонконгу                      | A Countess from Hong Kong             | Огден Мірс                      |
| 1967 | ф  | Відблиски у золотому оці                | Reflections in a Golden Eye           | майор Велдон Пендертон          |
| 1968 | ф  | Ласун                                   | Candy                                 | Гріндл                          |
| 1968 | ф  | Ніч наступного дня                      | The Night of the Following Day        | шофер                           |
| 1971 | ф  | Нічні прибульці                         | The Nightcomers                       | Пітер Квінт                     |
| 1972 | ф  | Хрещений батько                         | The Godfather                         | дон Віто Корлеоне               |
| 1972 | ф  | Останнє танго в Парижі                  | Ultimo tango a Parigi                 | Поль                            |
| 1976 | ф  | Закрути Міссурі                         | The Missouri Breaks                   | Лі Клейтон                      |
| 1977 | тф | Хрещений батько: Новела для телебачення | The Godfather: A Novel for Television | дон Віто Корлеоне               |
| 1978 | ф  | Супермен                                | Superman                              | Джор-Ел                         |
| 1979 | тф | Коріння: Наступні покоління             | Roots: The Next Generations           | Джордж Лінкольн Рокуелл         |
| 1979 | ф  | Апокаліпсис сьогодні                    | Apocalypse Now                        | полковник Вальтер Курц          |
| 1980 | ф  | Формула                                 | The Formula                           | Адам Стейффел                   |
| 1989 | ф  | Сухий білий сезон                       | A Dry White Season                    | Ян Маккензі                     |
| 1990 | ф  | Першокурсник                            | The Freshman                          | Кармін Сабатіні                 |
| 1992 | ф  | Христофор Колумб: Завоювання Америки    | Christopher Columbus: The Discovery   | Томас Торквемада                |
| 1994 | ф  | Дон Жуан де Марко                       | Don Juan DeMarco                      | доктор Джек Міклер              |
| 1996 | ф  | Острів доктора Моро                     | The Island of Dr. Moreau              | доктор Моро                     |
| 1997 | ф  | Хоробрий                                | The Brave                             | Маккарті                        |
| 1998 | ф  | Легкі гроші                             | Free Money                            | Свен Соренсон                   |
| 2001 | ф  | Ведмежатник                             | The Score                             | Макс                            |
| 2001 | кф | You Rock My World                       | You Rock My World                     | бос                             |

### англійською мовою
- Brando, Marlon; Lindsey, Robert (1994). Songs My Mother Taught Me. New York: Random House, 575 pages. ISBN 978-0-6794-1013-3
- Brando, Marlon and Cammell, Donald (2006). Fan-Tan. Thorndike Press, 424 pages. ISBN 978-0-7862-8217-3

### французькою мовою
- Brando, Marlon; Cammell, Donald et Rouard, Philippe, Les tigres de la mer de Chine, DENOEL, 2006, 272 pages, ISBN 978-2-2072-5801-9

### англійською мовою
- Englund, George (2004). The Way It's Never Been Done Before: My Friendship With Marlon Brando. New York: Harper Entertainment, 320 pages. ISBN 978-0-0607-8630-4
- Grobel, Lawrence (2009).  Conversations with Marlon Brando: Lawrence Grobel. Rat Press, 195 pages. ISBN 978-09818-0562-7
- Kanfer, Stefan (2008). Somebody, The Reckless life and Remarkable Career of Marlon Brando. ‎Alfred A. Knopf, 350 pages, ill. ISBN 978-0-5712-4412-6
- Manso, Peter (1994). Brando: The Biography. Hyperion, 1118 pages. ISBN 978-0-7868-6063-0
- Marchak, Alice (2008). Me and Marlon. A memoir.  Marchak, 449 pages. ISBN 978-0-6152-2235-6
- Mizruchi, Susan L. (2014). Brando's Smile: His Life, Thought and Work. New York: W. W. Norton & Company, 512  pages, ill. ISBN 978-0-3933-5120-0
- Porter, Darwin (2006). Brando Unzipped. New York: Blood Moon Productions Ltd., 625 pages. ISBN 978-0-9748-1182-6
- Tanitch, Robert (2004). Brando.  New York: Barnes & Noble Books,  200 pages. ISBN 978-0-7607-6909-6
- Judge, Bernard (2011). Waltzing With Brando: Planning a Paradise in Tahiti. New York: ORO Editions, 289 pages. ISBN 978-0-9826-2264-3

### німецькою мовою
- Thomas, Tony; Hembus, Joe: Marlon Brando und seine Filme, Goldmann, München, 1981, 227 Seiten, ISBN 978-3-4421-0209-9
- Verlhac, Pierre-Henri: Marlon Brando. Bilder eines Lebens, Henschel Verlag, Leipzig, 2010, 192 Seiten, ISBN 978-3-8948-7676-0

### французькою мовою
- Teriipaia, Tarita, Marlon, mon amour, ma déchirure, ‎XO édition, 2005, 298 pages. ISBN 978-2-8456-3217-2
- Yves, Mourousi, Brando, le destin, Lafon, Paris, 1991, 229 pages. ISBN 978-2-8639-1434-2